# Българска дневница
„Българска дневница. В Нови Сад. Излиза всяка неделя.“ е първият вестник, редактиран от Георги С. Раковски.
Вестникът излиза в Нови Сад, Австро-Унгария (днес в Сърбия). На 4 април 1857 година излиза пробен брой. От 26 юни до 23 октомври излизат 18 броя. 19 брой е конфискуван, а вестникът е спрян от австрийските власти по искане на турското правителство.
Вестникът е замислен като алтернатива на единствения излизащ по онова време български периодичен орган „Цариградски вестник“. Раковски се стреми да подчини съдържанието на вестника на българските нужди, като дава информация и коментар за ставащото в България, на Балканите и в Европа.
В уводната бележка Раковски очертава програмата на вестника така: „Ми щем открива пороци и престъпления на управители било духовни или светски, а най-вече лист наш имаще тайзи задатък да народ добие правда гражданска, държавна, църковна и народна свест, казивающи му начин, чрез когото разни зла могът се отбягна, трудищем ся да приятели своего народа упътим как може да ся развие в просвещение гражданскаго живота за своя и държавна полза“.